# F.C. De Kapoenen
F.C. De Kapoenen is een Belgische pornofilm van Eddy Lipstick uit 1996.
Deze pornoparodie op F.C. De Kampioenen was de succesvolste Vlaamse pornofilm aller tijden. Zo stond de film anno 2014 nog steeds in de top 20 van meest opgevraagde films bij Belgacom en Telenet. De namen van de personages werden licht aangepast, zo heette Carmen "Caramel" en werd Doortje "Clitoortje". In 2014 kwam er een sequel.